# Christina Noble
Christina Noble és una activista irlandesa pels drets dels nens, treballadora de caritat i escriptora, que va fundar la Christina Noble Children's Foundation el 1989.

## Biografia
Noble va néixer el 23 de desembre de 1944 a la secció The Liberties de Dublín, Irlanda. La seva mare va morir quan ella tenia deu anys. Va ser enviada a un orfenat i li van dir falsament que els seus tres germans estaven morts. Es va escapar i va viure pidolant a Dublín, on va ser violada en grup, cosa que la va deixar embarassada. El seu fill petit va ser adoptat, contra la seva voluntat. Després de descobrir que l'estat havia mentit sobre la mort dels seus germans, Christina va localitzar el seu germà a Anglaterra i es va traslladar a viure amb ell després que fes 18 anys. Aquí és on va conèixer i es va casar amb el seu marit i va tenir tres fills, Helenita, Nicolas i Androula. Va ser víctima de violència domèstica.
El 1989, després de veure créixer els seus fills, va visitar Vietnam i va començar a tenir cura de nens sense llar. Aquesta acció es va inspirar en un somni recurrent que va tenir durant la guerra del Vietnam. Això finalment la va portar a crear la Christina Noble Children's Foundation. Fins al 2016, ella i la Fundació han ajudat a més de 700.000 nens a Vietnam i Mongòlia.

## En la cultura popular
Va aparèixer com a nàufraga al programa de ràdio de la BBC Desert Island Discs el 15 de juny de 1997.
Christina Noble va ser el tema del documental del 2014, In A House that Ceased to Be. Explica el retrobament de Christina amb els seus germans restants després de cinquanta-tres anys, un germà i dues germanes, dels quals es va separar de ben jove.
El llargmetratge de 2014 sobre la seva vida, Noble, va ser dirigit per Stephen Bradley. En una entrevista per a la pel·lícula amb Irish Times, va dir: "Vaig estimar tant Déu i Jesús. Encara ho faig".

## Reconeixements
Tot i ser d'Irlanda, va ser nomenada Oficial de l'Ordre de l'Imperi Britànic (OBE).
Ha rebut el premi Prudential Lifetime Achievement Award 2014 a la Dona de l'Any.